# Reduviidae
Famille
Les Reduviidae ou réduviidés sont une famille d'insectes hémiptères prédateurs du sous-ordre des hétéroptères (punaises). Elles sont souvent appelés réduves en français.

## Description
Les Reduviidae peuvent avoir un aspect général très varié, allant d'un corps trapu et massif à une forme allongée et dotée de longues pattes filiformes. Elles se caractérisent par un rostre généralement triarticulé (alors que chez la plupart des Hétéroptères, il comprend quatre articles), et en général fortement arqué, d'abord projeté vers l'avant puis nettement recourbé vers l'arrière sous la tête. Les antennes comptent quatre articles mais qui peuvent être subdivisés. La tête présente souvent un « cou » en arrière des yeux, et un sillon transversal la sépare en deux parties. Des ocelles sont présentes et situées en arrière des yeux composés (chez certains, les ocelles sont absents). Un sillon stridulatoire est situé sur le prosternum. Les pattes antérieures sont souvent transformées en pattes ravisseuses, avec des armatures d'épines, des poils collants, des ventouses ou des pinces. Les tarses médians et postérieurs sont composés de trois articles. Les pattes et antennes portent souvent des poils spécialisés, ayant un rôle sensitif dans la capture et le maintien des proies. Les hémélytres ne présentent pas de cunéus. Leur taille est moyenne à grande, de 5 à 40 mm,.
En France, elles mesurent au maximum 22 mm. Les espèces guettant leurs proies sur les plantes sont toujours macroptères. Le brachyptérisme est plus fréquent chez les espèces de montagnes, des îles et des zones froides. La stabilité des conditions de vie et donc des populations prédispose à la réduction des ailes. Les espèces nocturnes ont en moyenne des yeux et ocelles plus grands que les espèces diurnes. Leurs articles antennaires apicaux portent aussi de longs poils sensitifs. Ça montre l'influence du type d’activité sur la morphologie. Chez les espèces arboricoles, comme Nagusta, les pattes antérieures sont plus longues que les postérieures et servent de crochets pour se déplacer dans les branchages et feuillages. À l’inverse, les espèces chassant au sol ou dans la végétation herbacée peuvent avoir des pattes postérieures plus longues que les antérieures, favorisant la propulsion.
Certaines espèces présentent des couleurs vives afin de mettre en garde des agresseurs (aposématisme), alors que d'autres espèces ont une coloration plutôt cryptique.

## Répartition et habitat
68% des espèces mondiales sont endémiques de la zone paléotropicale.
Elles sont cosmopolites, et habitent les milieux les plus divers, du sol aux arbres, en passant par les herbes et les buissons. Les espèces chassant sur les plantes sont indifférentes à la famille botanique et se déplacent d’une plante à l’autre. Quelques espèces vivent sous les écorces et d’autres sur les toiles d’araignées, s’y déplacent sans y adhérer. Le perfectionnement des aptitudes de chasse et les préférences pour certaines proies amènent les prédateurs à une certaine spécialisation trophique.
En France, la majorité des espèces sont thermophiles, la diversité est plus importante en plaine qu’en altitude, et plus importante dans les milieux secs que dans les milieux humides. Leurs préférences de milieux dépendent des zones géographiques. Ces milieux peuvent être différents entre les juvéniles et les imagos d’une même espèce. Pour résister au dessèchement, les réduves s’abritent au frais durant les heures ensoleillées et se cachent sous des pierres, du sable, de la poussière ou dans des fissures.

## Biologie

### Cycle de vie
En France, 10 à 30 œufs sont pondus par les Emesinae, 120-450 par les Harpactorinae, 250 à 450 par les Reduvinae. Les femelles non fécondées pondent des œufs stériles et la parthénogenèse n’est pas connue chez cette famille. Chez certaines espèces, les femelles ont des glandes sub-rectales qui produisent une substance gélatineuse qui colle les œufs lors de la ponte. Les œufs sont oblongs et ont un opercule qui s’ouvre avec la pression de la tête. Ils peuvent être collés au substrat ou enfoncés dans le sol, isolés ou en groupe.

### Reproduction
Les imagos deviennent sexuellement matures qu’après s’être alimentés. Les Harpactorini se rencontrent par hasard et se comportent souvent comme des ennemis, amenant la fuite, le combat ou l'accouplement. L’essaimage pré-copulatoire est réalisé par certaines espèces. Des copulations en vol ont parfois lieu. Le mâle chevauche la femelle et pose la pointe de son rostre à la base du cou de la femelle pour ne pas être tué par elle. Chez les Peiratinae la femelle traîne le mâle qui est renversé sur le dos. Après l'accouplement, ils se séparent assez rapidement, sauf chez les Phymata où les mâles continuent de chevaucher les femelles jusqu’à plusieurs jours. Si un intrus arrive dans cette période, un combat peut se déclencher car le dernier mâle copulant a plus de chance que ce soit son sperme qui féconde la femelle.

### Alimentation
Les Reduviidae sont très majoritairement prédatrices. , polyphages d’arthropodes. La phytophagie peut jouer un rôle d’appoint alimentaire. Leurs proies potentielles se retrouvent dans presque tous les ordres d’insectes, le choix est plus restreint parmi les autres arthropodes. Les réduves ont quand même des préférences, malgré leur polyphagie. En général, les juvéniles cherchent les mêmes proies que les adultes, à la différence de taille près. L’utilisation de proies différentes et les adaptations de chasse, permettent à plusieurs espèces de coexister dans les mêmes milieux. Le cannibalisme existe mais est rare, souvent les victimes se font attaquer lorsqu’elles viennent de muer. C’est chez les jeunes juvéniles que le cannibalisme est le plus fréquent.
Les juvéniles et imagos de nombreuses espèces peuvent endurer des jeûnes de 10 à 25 jours, tout en restant actifs. Les préférences biotiques des espèces et leur période d’activité influencent la composition de leurs proies. La fréquence d’une proie potentielle dans le milieu d’une réduve influe sur sur son alimentation. De même, les proies 2-4 fois moins grandes que le prédateur sont choisies de manière préférentielle. La majorité des réduves n'attaquent pas les arthropodes très sclérifiés. Certaines proies sont aussi rejetées à cause de leur toxicité ou de leur goût.
Les phases d’alimentation comprennent la détection, le rapprochement, l'attaque, la piqûre, l'immobilisation entre les pattes antérieures ou contre le corps, la prise de nourriture et le nettoyage post-alimentaire. Parfois une phase s’ajoute entre l’immobilisation et l’alimentation, c’est le transport de la proie vers un abri, notamment lorsque l'individu est dérangé. Les Harpactorinae et Stenopodainae s'approchent de leurs proies par des mouvements lents et progressifs. Si la proie avance vers le prédateur, celui-ci s’arrête et la laisse approcher. Avant l’attaque, le rostre se redresse de 100° par rapport à l’axe du corps, les pattes avant sont redressées avec un angle droit , puis la réduve soulève son corps et se précipite sur sa proie lorsque la distance est inférieure à 0,5 – 2 cm. L’attaque est foudroyante. Les Reduviidae nocturnes approchent de leurs victimes par une série de petits sauts. Les Peiratinae poursuivent leurs proies avec rapidité, dans le cas des carabes aux fortes mandibules, elles leur grimpent dessus pour éviter le contact. Les Phymatinae sont des chasseurs à l'affût qui ne s'approchent pas de leurs victimes et attendent qu’une de leur patte ou antenne se trouve suffisamment proche pour être saisie. Ces prédateurs attrapent leur proie toujours par un appendice et non par le corps, la piqûre étant réalisée dans une articulation. Le succès d’une chasse et le choix d’une proie sont déterminées par l’interaction entre l’agressivité du prédateur et la capacité de défense ou de fuite de la victime. La vue, l’odorat et le toucher ont des rôles importants pour la chasse. Une expérience a montré que les Harpactorinae attaquent des odeurs et mouvements, et pas une forme et sa coloration. Un morceau de carton imprégné de l’odeur de leurs proies est attaqué, alors qu’une sculpture réaliste de leurs proies n’est pas touchée. Reduvius personnatus est capable d’attraper une mouche domestique en vol, mais perd cette capacité si ses antennes sont amputées. Le toucher de la proie est le sens le plus important pour choisir l’emplacement de la piqûre. Ensuite, les récepteurs de goût sur le rostre permettent aux réduves de distinguer la concentration des solutions alimentaires proposées.
La salive des réduves se rapproche souvent du venin de serpent, elle est composée d’enzymes digestives (protéases, lipases, estérases, adénostines trisphosphatases, sérotines, etc). Son injection entraîne la destruction des membranes cellulaires, menant à une paralysie neuro-musculaire et à la destruction des tissus, à l'exception des structures chitineuses (exosquelette) et du collagène. Le degré de toxicité de leur salive est très variable selon les espèces. Celles chassant des proies faibles et peu actives ont une toxicité moins importante. Les proies sont tuées entre 2 secondes et 3 minutes, entre 8 et 30 piqûres. Rhynocoris iracundus pique sa victime en des points précis, différents selon les proies. La succion dure de quelques minutes à plusieurs heures, rarement plus de 10h et dépend de la taille de la proie. Parfois la victime n’est consommée que partiellement.
La sous-famille des Triatominae se nourrit de sang (hématophagie) d'oiseaux et de mammifères, une espèce s'est révélée phytophage. Certains groupes se sont spécialisés : des Emesinae chassent des araignées ou des proies d'araignées sur leurs toiles, les Ectrichodiinae se sont spécialisées dans la chasse aux mille-pattes (Diplopoda), les Salyavatinae et les Sphaeridopinae et certains Harpactorinae dans celle des termites,,, les Holoptilinae dans celle des fourmis.

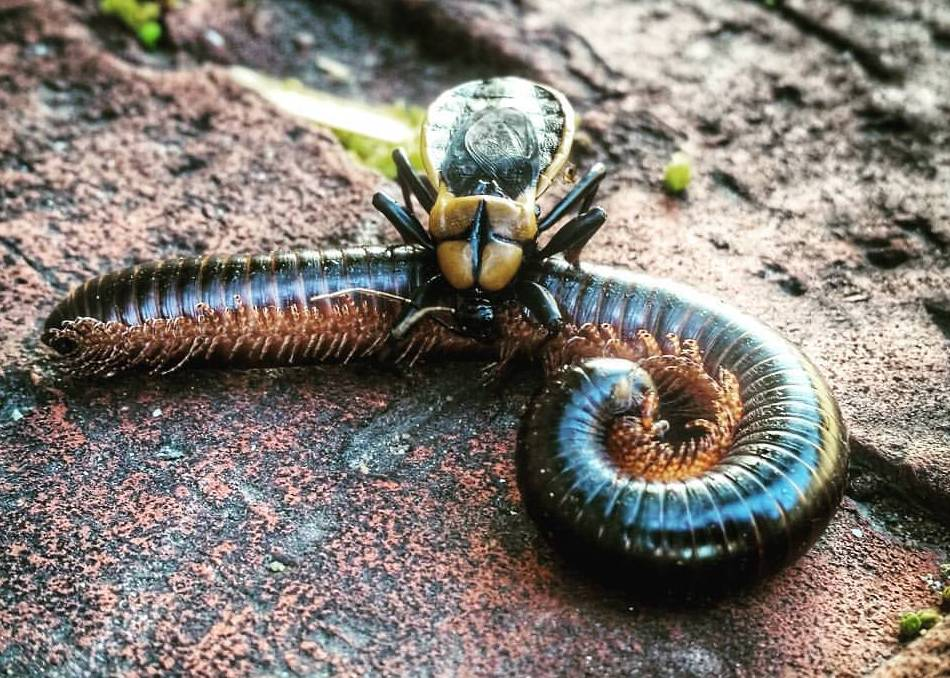
Ectrichodia crux (Ectrichodiinae) avec un mille-pattes, Port-Elizabeth (Afrique du Sud).
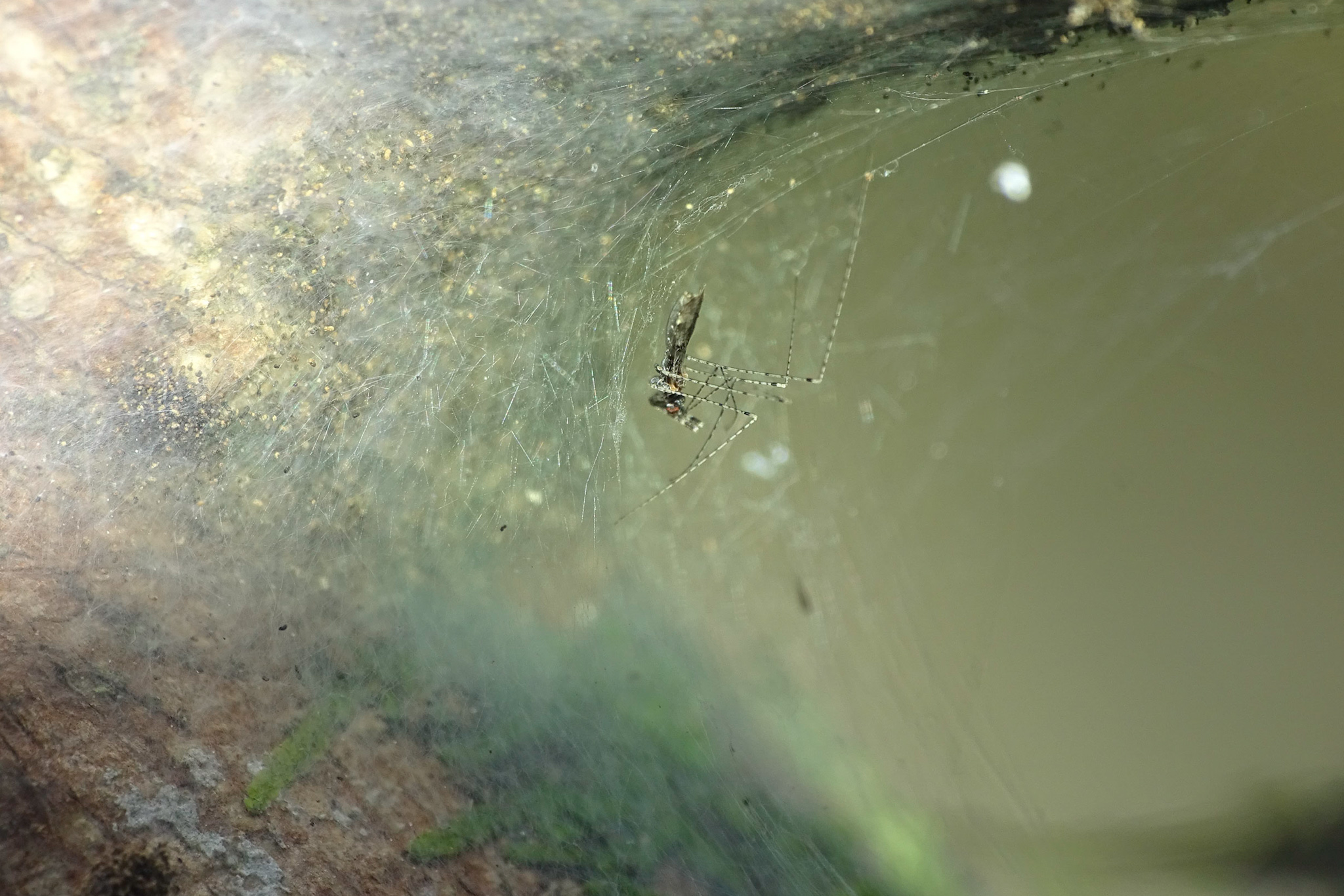
Emesinae sp. à l'affut dans une toile d'araignée (Ezhupunna, Kerala, Inde).
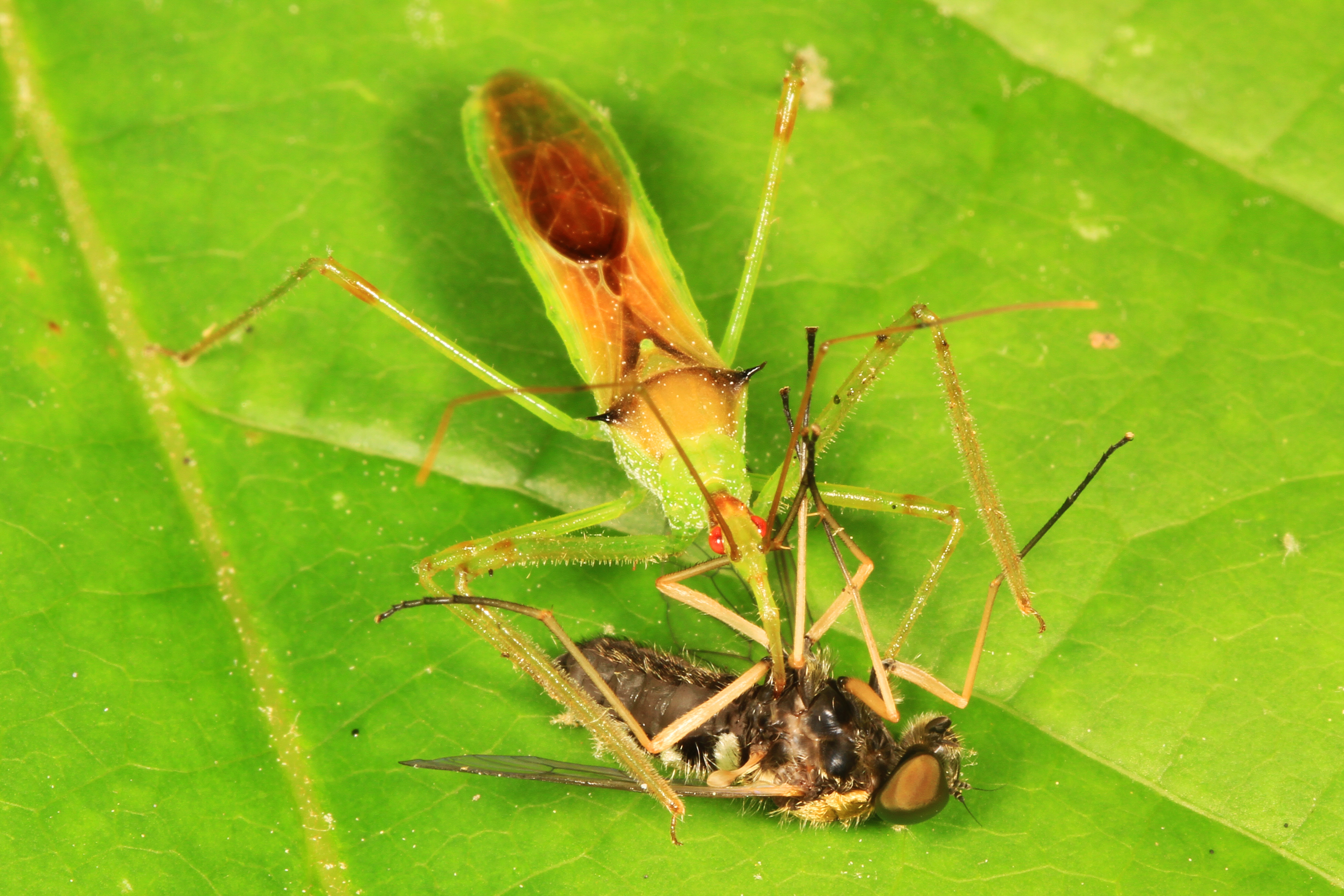
Zelus luridus (Harpactorinae) avec une mouche (Virginie, États-Unis).
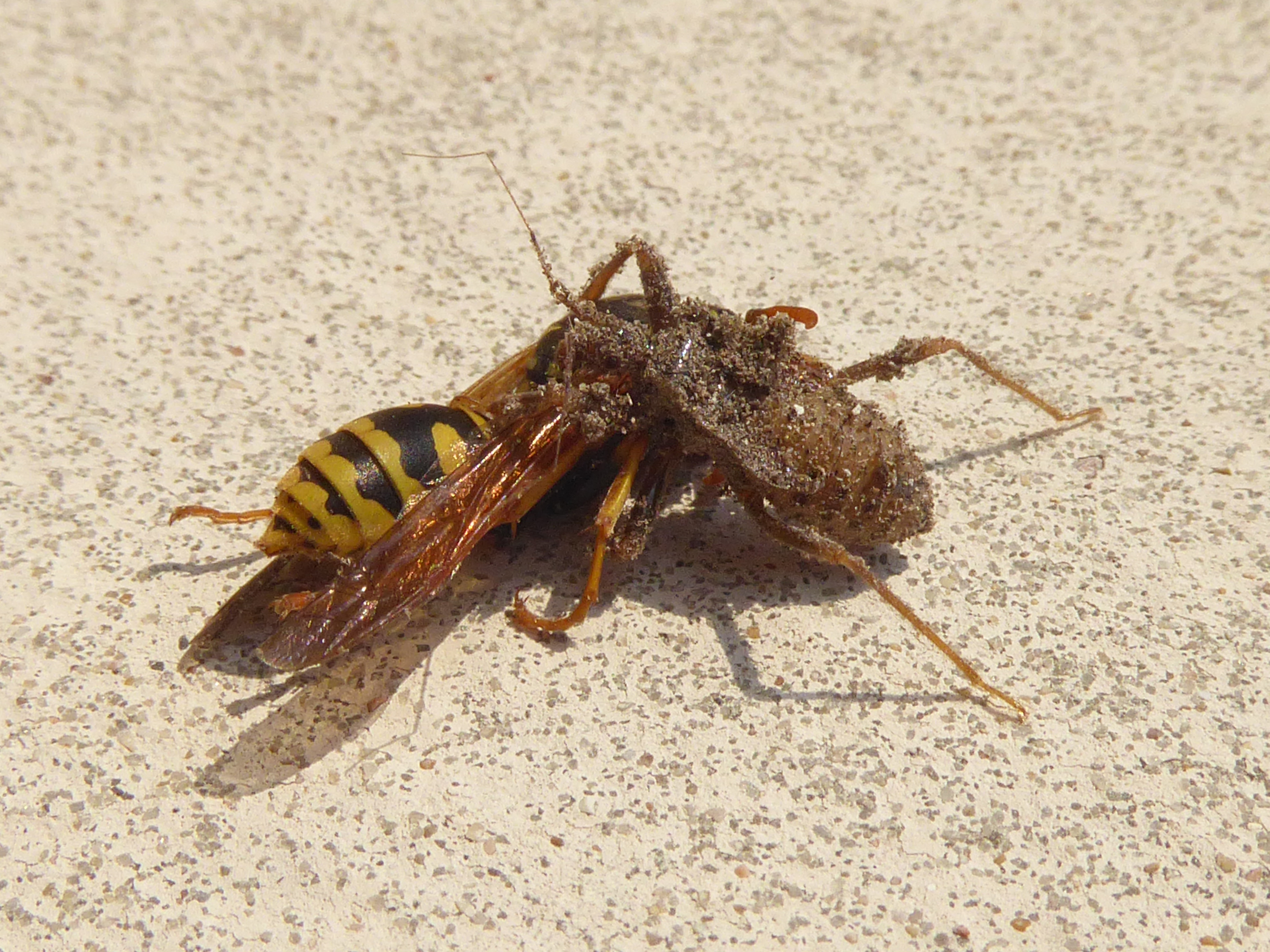
Juvénile de Réduve masqué ayant attaqué un Poliste (Guêpe)

### Prédation
C’est à l’état d'œuf que les réduves sont les plus vulnérables. Elles se font parasiter par des guêpes. Les diptères phasinae parasitent également les larves et les adultes. En dehors des endoparasites, les réduves ont peu d’ennemis parmi les insectes. Elles sont surtout attaquées par les diptères Asilidae, les mantes et les araignées Les oiseaux et les lézards se nourrissent de Réduves adultes.

### Stridulation
Certains Réduviidés sont capables d’émettre une stridulation, essentiellement lorsqu’on les saisit ou lorsqu’on les inquiète. Le son émis a pour origine le frottement de l'apex de leur rostre sur un sillon prosternal ridé.

### Camouflage
Les Reduviidae ont une faible mobilité, limitant les possibilités d’esquives et de fuite. Elles ont plutôt tendance à se cacher sous les feuilles et les fleurs ou à se laisser tomber au sol en cas d’attaque. Certaines réduves peuvent infliger des piqûres douloureuses mais qui sont surtout efficaces face aux invertébrés. Les glandes odorantes ont peu d’effet sur les vertébrés mais perturbent, voire tuent les araignées, les fourmis et autres insectes. Ces sécrétions sont souvent moins toxiques et corrosives que celles des Hétéroptères phytophages.

Les espèces mimétiques se protègent ainsi de leurs prédateurs. Les espèces arboricoles sont souvent ternes, parfois renforcées par une forme ou une faible mobilité. Les larves de plusieurs espèces se camouflent avec divers matériaux collés par une sécrétion adhésive. C'est le cas de la larve du Réduve masqué (Reduvius personatus), une espèce européenne, qui couvre son corps de poussières et de débris, à l'aide de structures collantes, et de poils spécialisés de ses tarses antérieurs. Ces particules ne gênent pas les fonctions vitales, elle réduit même la perte en eau et facilite la thermorégulation. Des genres de Reduviinae, comme Inara ou Acanthaspis recouvrent leur corps de cadavres de fourmis, avec un effet de camouflage olfactif leur permettant de passer inaperçues d'autres fourmis, modifiant la forme de leur corps pour tromper des prédateurs (araignées, par exemple), ou encore pour se protéger comme avec un exosquelette. Chez Porcelloderes impenetrabilis (Physoderinae) de Tanzanie, une espèce aptère, les adultes ont également été trouvés à pratiquer ce type de camouflage, cas unique pour l'instant chez les Reduviidae.

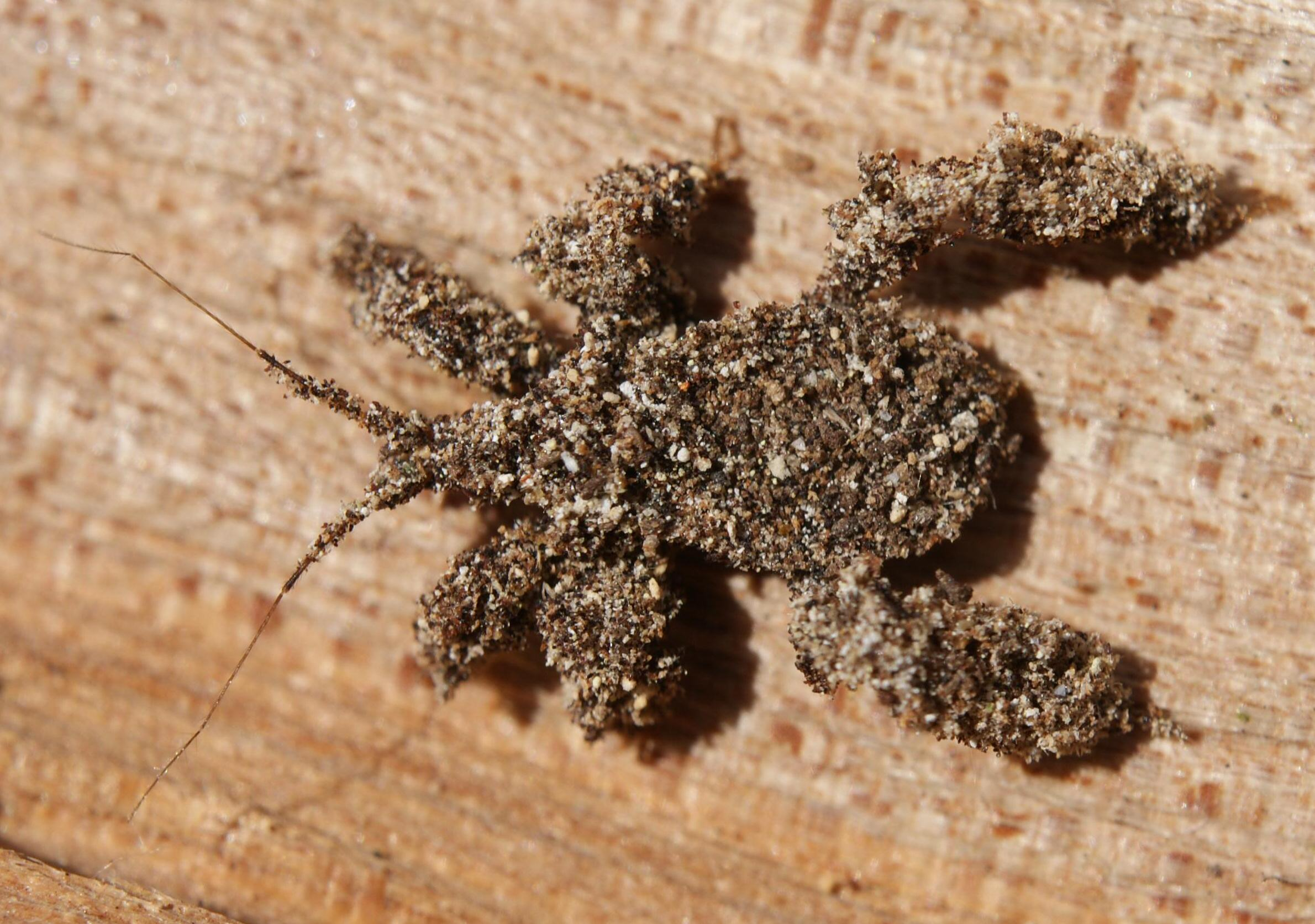
Jeune de Réduve masqué couvert de poussière.
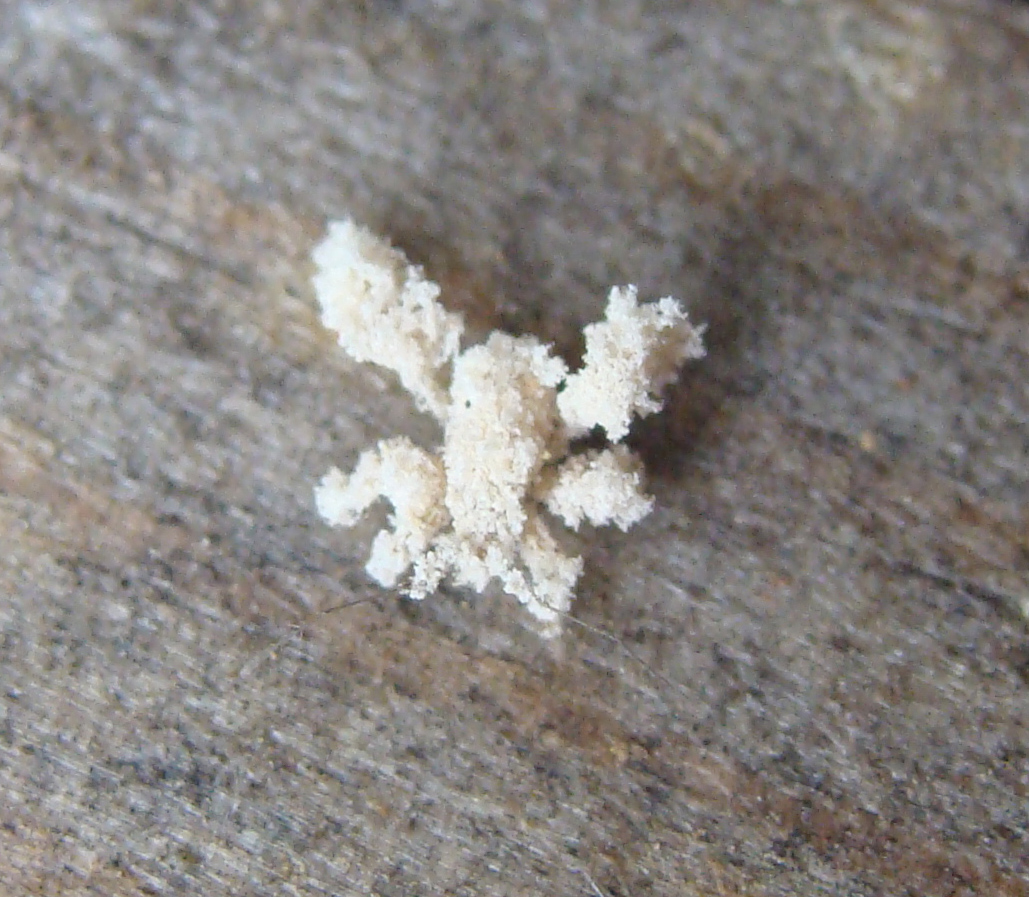
Autre jeune de Réduve masqué camouflée dans de la sciure.
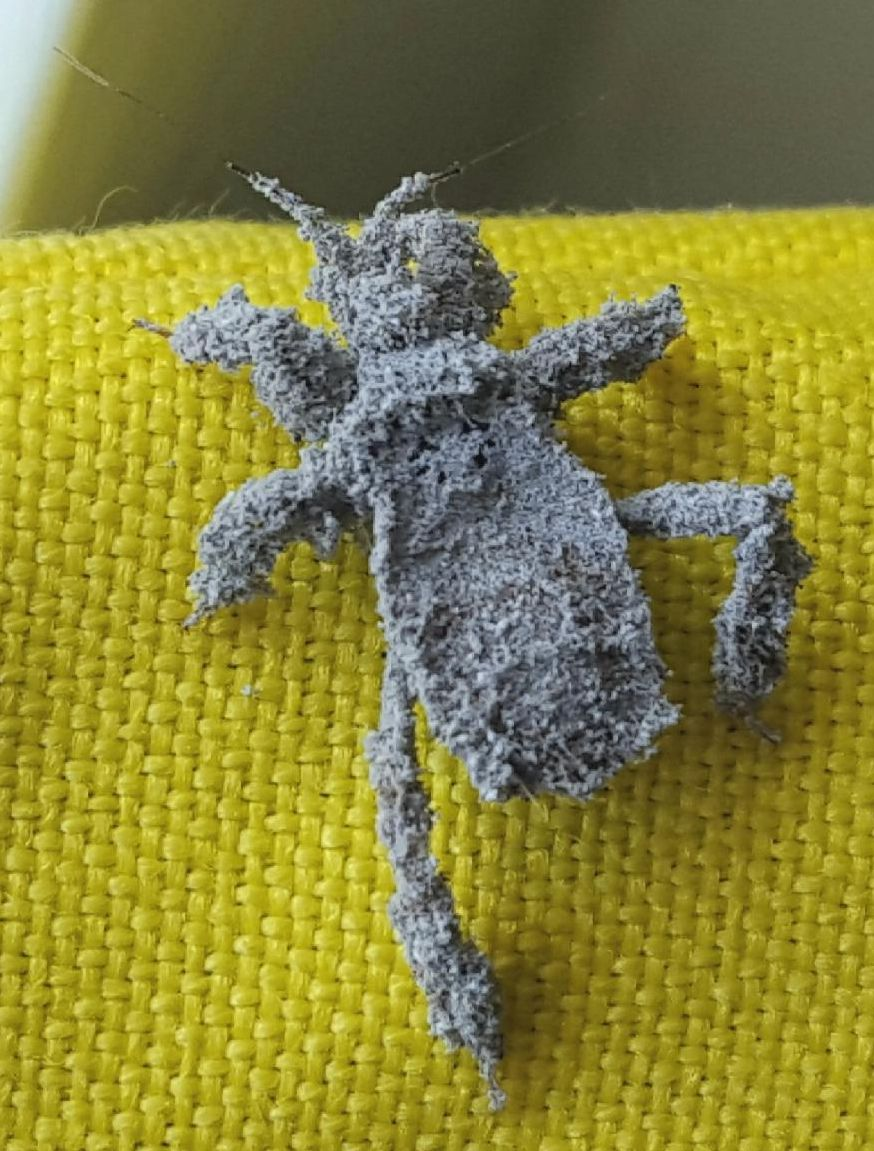
Autre image de Réduve masqué, du sud de la Norvège.
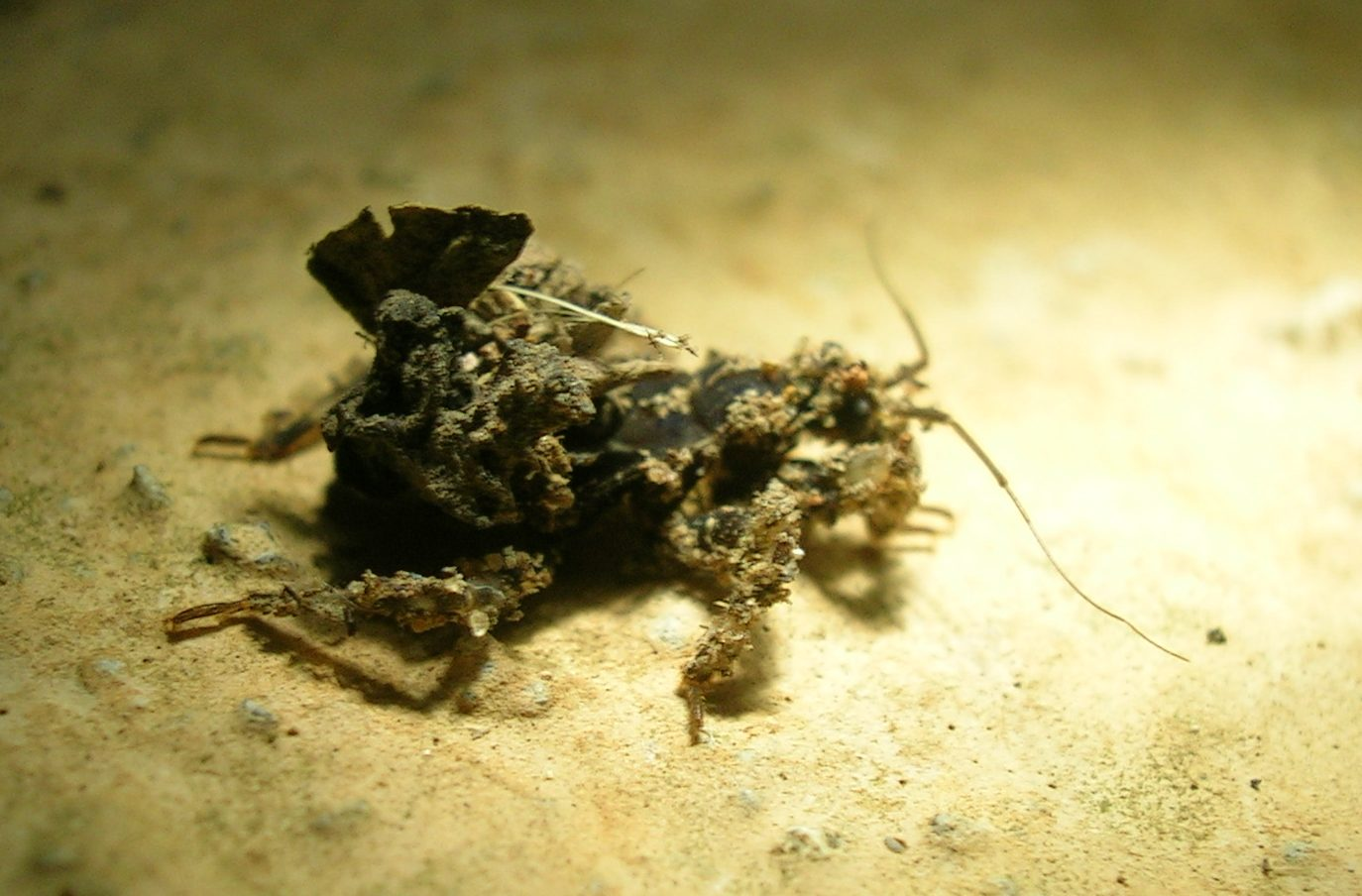
Autre nymphe de Reduviidae camouflée, espèce non identifiée, Bangalore (Inde).
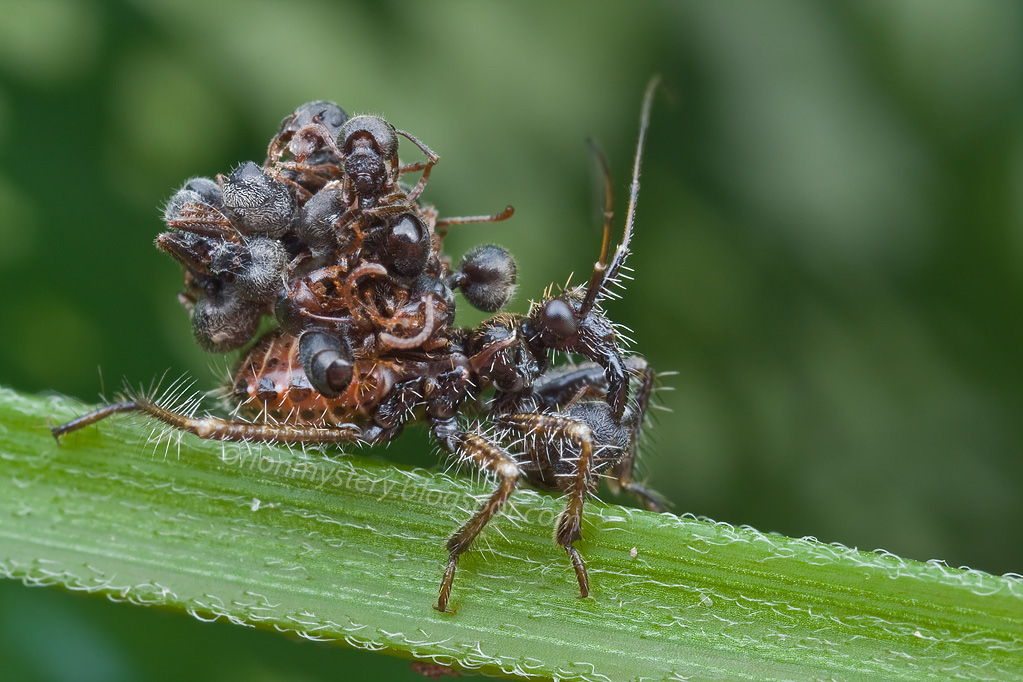
Juvénile (larve) de Reduviinae (Acanthaspis petax ou Inara flavopicta) qui a recouvert son abdomen de cadavres de fourmis.

### Vecteurs de maladies
Les Triatominae d'Amérique latine (genres Panstrongylus, Triatoma ou Rhodnius) sont vecteurs de maladies, notamment la maladie de Chagas, une infection parasitaire véhiculée via Trypanosoma cruzi, un protozoaire flagellé sanguicole et tissulaire. La maladie est aussi appelée Trypanosomiase américaine car elle sévit en Amérique latine : Chili, Brésil, Mexique, Argentine, etc. Ce n'est pas la piqûre de ces réduves hématophages qui est la voie de transmission du parasite : en effet ce sont les déjections émises lors de la piqûre qui sont la source d'infection; l'hôte une fois piqué aura tendance à gratter la zone de piqûre et favorisera alors la pénétration du parasite par voie transcutanée due aux lésions de grattage.

### Auxiliaires de culture
Les Réduves sont prédatrices et peuvent s’attaquer aux ravageurs de cultures car ils s’adaptent rapidement aux proies qui les entourent. Ils adaptent aussi leurs populations à celles de leurs proies (plus il y a de proies, plus il va y avoir de réduves). En cas de pullulation d’une proie, les réduves peuvent tuer 10 fois plus d’individus que ne l’exige ses besoins alimentaires. Cela en fait de bons auxiliaires de culture. Néanmoins, leur reproduction est lente, leur densité assez faible et peuvent être cannibales. Leur efficacité en tant qu’auxiliaire est donc un peu moindre que les Nabidae et Anthocoridae. Elles peuvent s’attaquer aux coléoptères, diptères, lépidoptères, hétéroptères, psoques, tiques, etc. Les attaques sur des espèces utiles comme abeilles et coccinelles existent mais sont plus rare que sur les ravageurs. Reduvius personatus s’attaque aux nuisibles des habitations.

## Taxonomie
La famille des Reduviidae a été décrite par l'entomologiste français Pierre André Latreille en 1807. De nombreuses sous-familles ont été décrites pour réunir les près de 1000 genres et presque 7000 espèces, ce qui en fait la deuxième famille d'Hétéroptères la plus diversifiée après les Miridae. En France, la famille est représentée par 21 genres et 52 espèces.

### Étymologie
Leur nom vient du latin reduvius dérivé de reduviæ, signifiant « envies aux doigts » (petites portions de peau se détachant au bord des ongles), en raison de la douleur lors de la piqûre de ces insectes, associée à celle de l'arrachage de ces peaux. Une autre étymologie est également possible : le sens de « débris, restes » du mot latin reduviæ, pour désigner le fait que la larve du Réduve masqué, espèce relativement courante en Europe, se couvre de poussière (voir section Camouflage ci-après).

### Noms vernaculaires
C'est de la même origine que vient leur nom vernaculaire de « réduves ». En anglais, ils sont appelés « assassin bugs », ou « punaises assassins », en raison de leur mœurs prédatrices, qui leur vaut également leur nom allemand de « Raubwanzen », ou « punaises ravisseuses ».

### Fossiles
Différents fossiles ont été trouvés du Crétacé inférieur et du Paléogène. Les Reduviidae sont probablement apparus au Néocomien  ou au Jurassique supérieur.

## Systématique

### Liste des sous-familles
Selon BioLib (21 avril 2022) :
- sous-famille Bactrodinae Stål, 1866
- sous-famille Centrocnemidinae Miller, 1956
- sous-famille Cetherinae Jeannel, 1919
- sous-famille Chryxinae Champion, 1898
- sous-famille Ectrichodiinae Amyot & Serville, 1843
- sous-famille Elasmodeminae Lethierry & Severin, 1896
- sous-famille Emesinae Amyot & Serville, 1843
- sous-famille Hammacerinae Stål, 1859
- sous-famille Harpactorinae Amyot & Audinet-Serville, 1843
- sous-famille Holoptilinae Amyot & Serville, 1843
- sous-famille Manangocorinae Miller, 1954
- sous-famille Peiratinae Amyot & Serville, 1843
- sous-famille Phimophorinae Handlirsch, 1897
- sous-famille Phymatinae Laporte, 1832
- sous-famille Physoderinae Miller, 1954
- sous-famille Pseudocetherinae Villiers, 1963
- sous-famille Reduviinae Latreille, 1807
- sous-famille Saicinae Stål, 1859
- sous-famille Salyavatinae Amyot & Serville, 1843
- sous-famille Sphaeridopinae Amyot & Serville, 1843
- sous-famille Stenopodainae Amyot & Serville, 1843
- sous-famille Triatominae Jeannel, 1919
- sous-famille Tribelocephalinae Stal, 1866
- sous-famille Vesciinae Fracker & Bruner, 1924
- sous-famille Visayanocorinae Miller, 1952
- genre Evagoras Burmeister, 1843
- genre Porcelloderes Rédei, 2012

ITIS (21 avril 2022) mentionne la même liste avec les différences suivantes :
- sous-famille Epiroderinae Distant, 1904
- les Physoderinae, ni les Tribelocephalinae ne sont mentionnées.

### Origine, évolution et fossiles
On estime la séparation de l'ancêtre commun des Reduviidae d'avec les autres Hétéroptères au Jurassique moyen, vers −178 millions d'années. Cet ancêtre commun devait probablement vivre sur l'écorce (mais peut-être aussi au sol ou dans le feuillage, d'autres milieux des Reduviidae), et était un prédateur généraliste. La séparation entre le "complexe phymatin" (Hammacerinae + Centrocnemidinae + Holoptilinae + Phymatinae) et les autres Reduviidae (appelés « Reduviidae supérieurs », « Higher Reduviidae » en anglais) aurait eu lieu au Jurassique supérieur, vers −160 millions d'années. La véritable diversification au sein de la famille s'opère plus tardivement, commençant à partir du Crétacé supérieur (à partir de −100 millions d'années) et se poursuit jusqu'au Miocène. Tous les prédateurs spécialistes actuels ont évolué à partir d'ancêtres prédateurs généralistes, et en ce qui concerne les prédateurs de fourmis et de termites, cette évolution s'est produite plusieurs fois. La colonisation des nids de vertébrés aurait eu lieu une fois, et aurait soit permis ultérieurement, soit accompagné la transition des Triatominae vers l'hématophagie. Cette évolution aurait eu lieu tardivement, vers −32 millions d'années, au cours de l'Oligocène, et expliquerait le peu de spécialisation des Triatominae, en comparaison avec celle des Cimicidae (punaise de lits) et des Phthiraptères (poux), apparus beaucoup plus tôt et qui ont coévolué avec leurs hôtes.
Selon Paleobiodatabase, 46 espèces fossiles ont été découvertes, réparties dans 31 genres, dont 18 genres fossiles, parmi lesquels 3 sont directement rattachés aux Reduviidae :
- genre †Hymenopterites Heer 1870, 1 espèce
- genre †Poliosphageus Kirkaldy 1910, 1 espèce.
- genre †Tagalodes Scudder 1890, 1 espèce.

Les autres sont rattachés à 9 sous-familles actuelles : Centrocnemidinae (2 espèces), Emesinae (14 espèces), Harpactorinae (13 espèces), Holoptilinae (3 espèces), Peiratinae (1 espèce), Phymatinae (1 espèce), Reduviinae (6 espèces), Stenopodinae (1 espèce), Triatominae (2 espèces). Le plus ancien est daté du Cénomanien (−95 millions d'années), mais le plus grand nombre concerne le Priabonien, à l'Éocène (−38 millions d'années) et le Burdigalien-Langhien (Miocène, entre −20 et −13 millions d'années).

## Quelques espèces

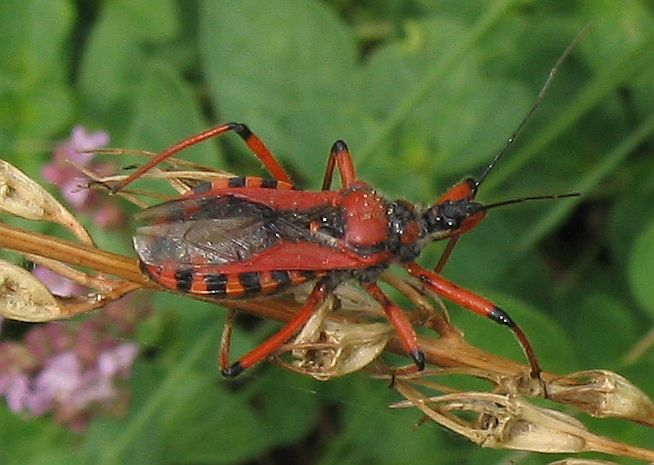
Harpactorinae : Rhynocoris iracundus, le réduve irascible.
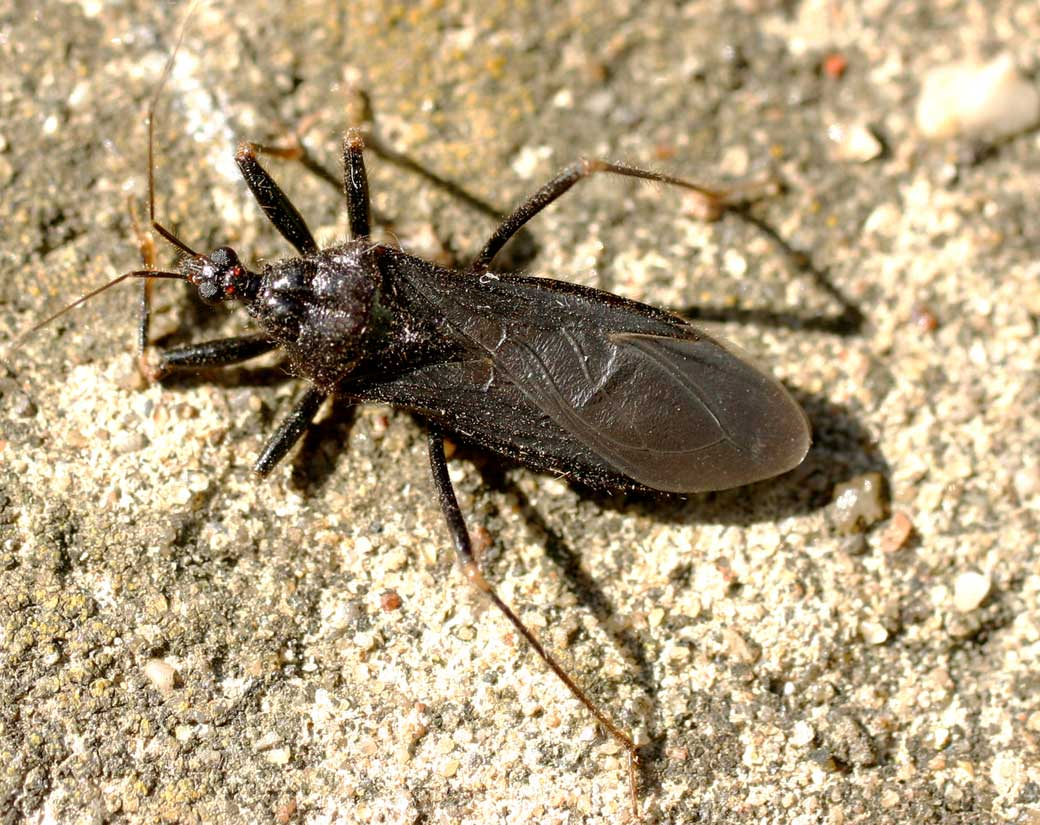
Reduviinae : Reduvius personatus, le réduve masqué.
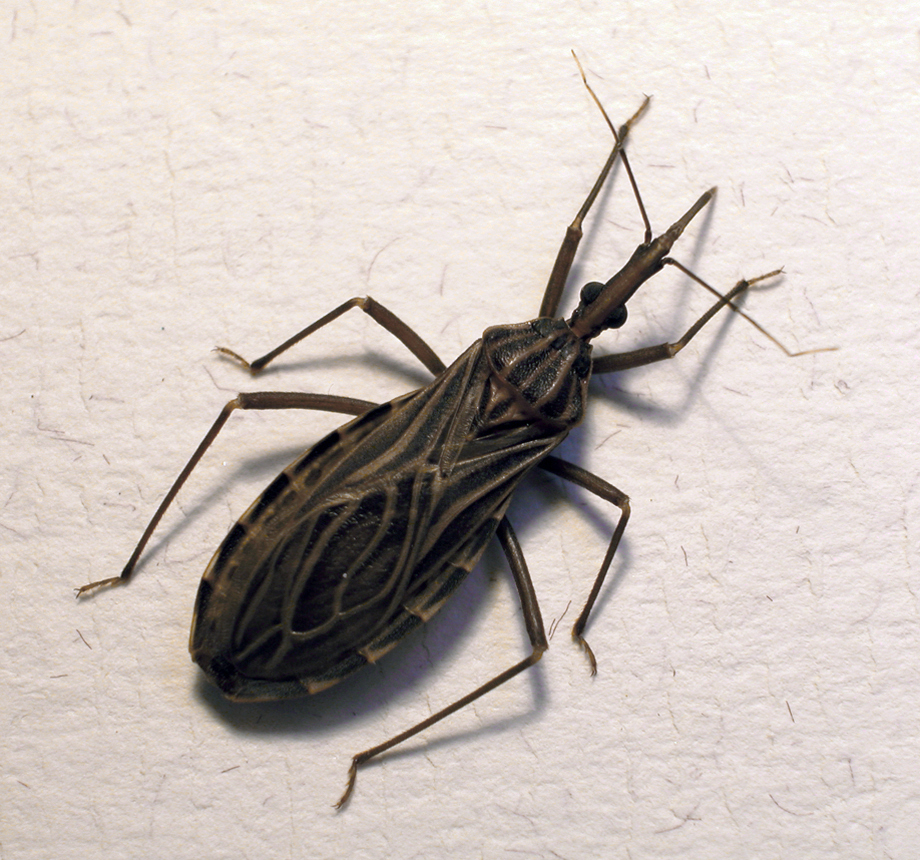
Triatominae - Rhodnius prolixus, un des vecteurs de la maladie de Chagas.
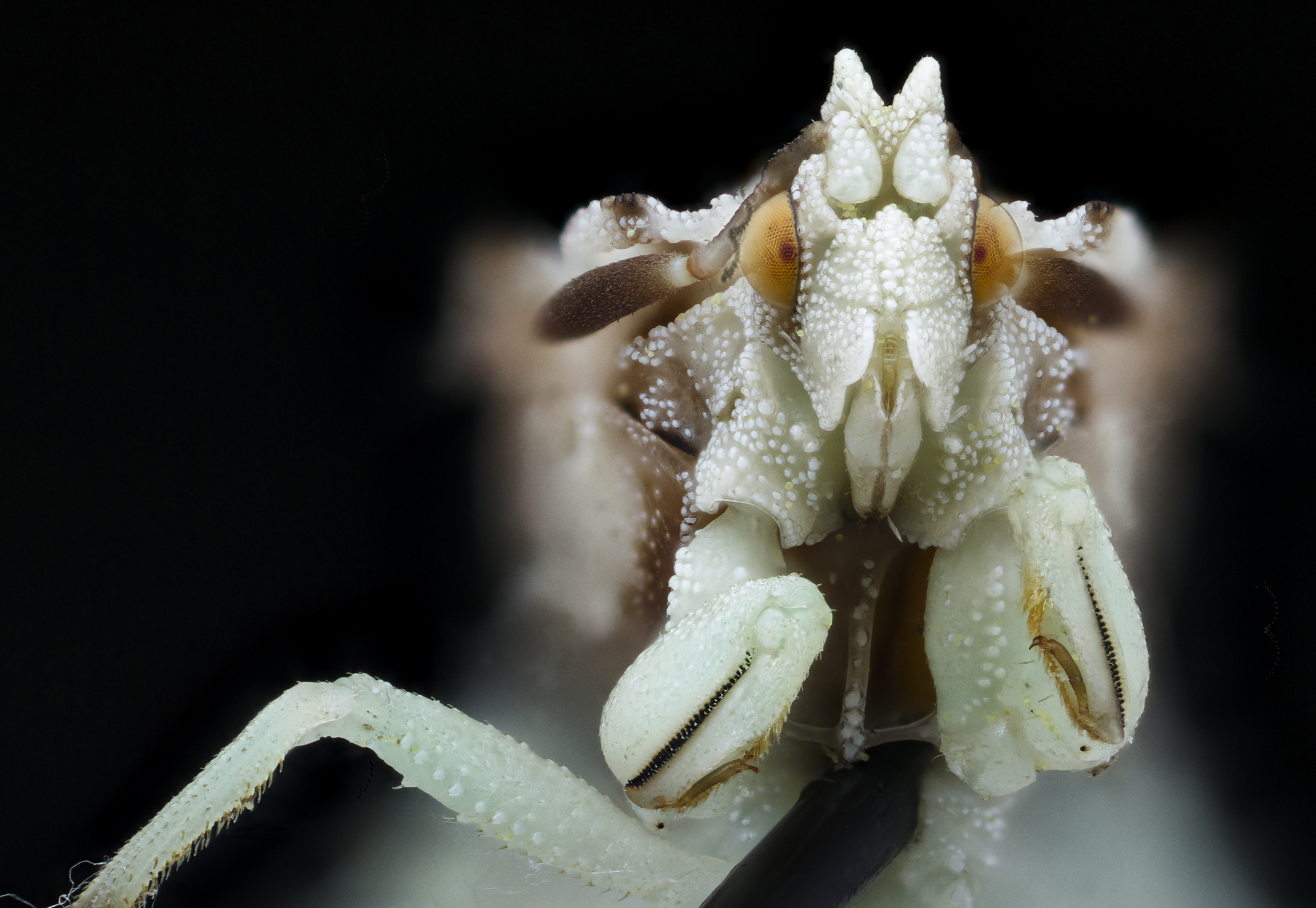
Phymatinae : portrait d'une Phymata (punaise guitare) américaine (Missouri, États-Unis).
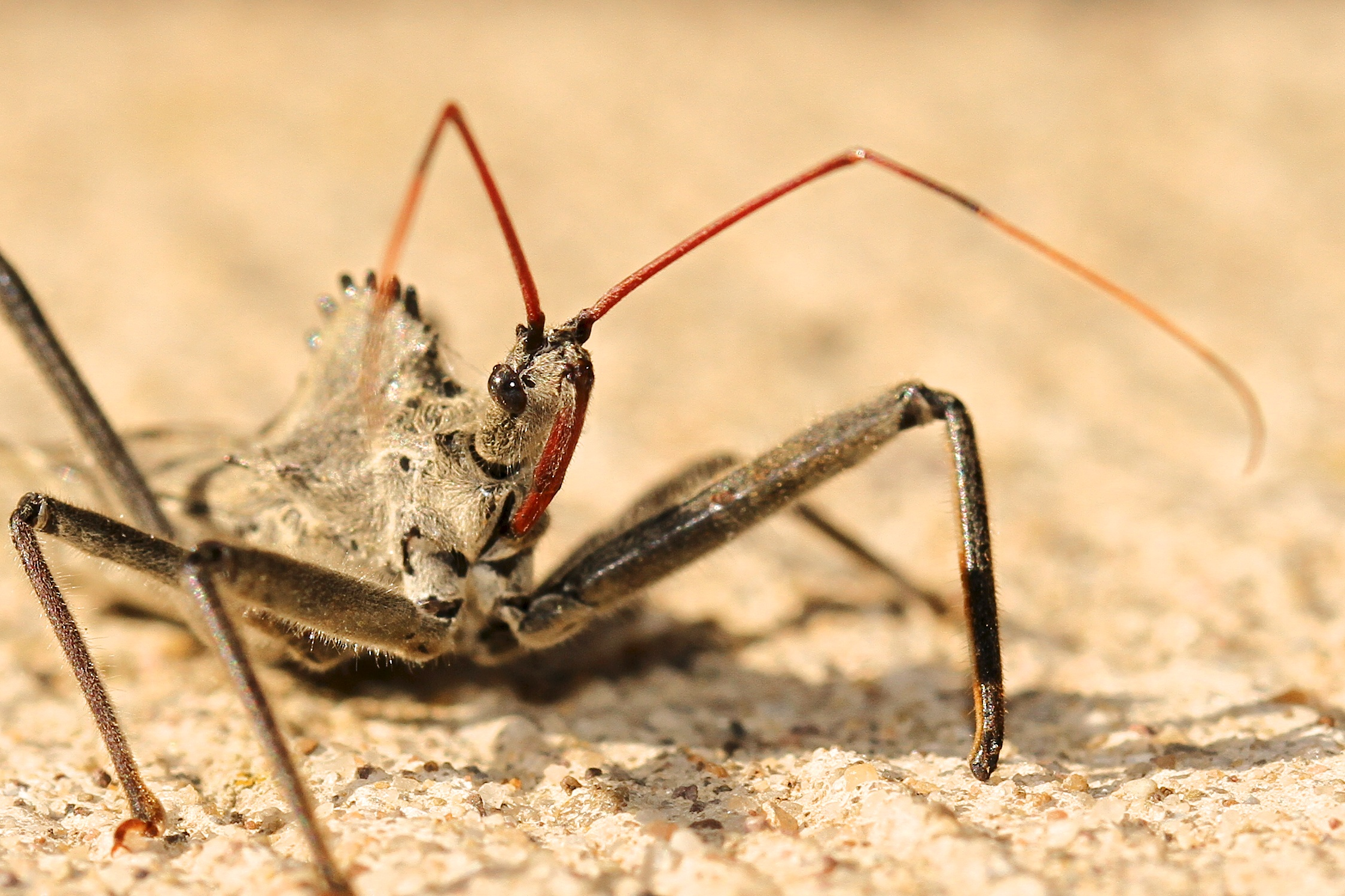
Harpactorinae: Arilus cristatus, Wheel Bug (ou « punaise à roue »), Pennsylvanie (États-Unis).
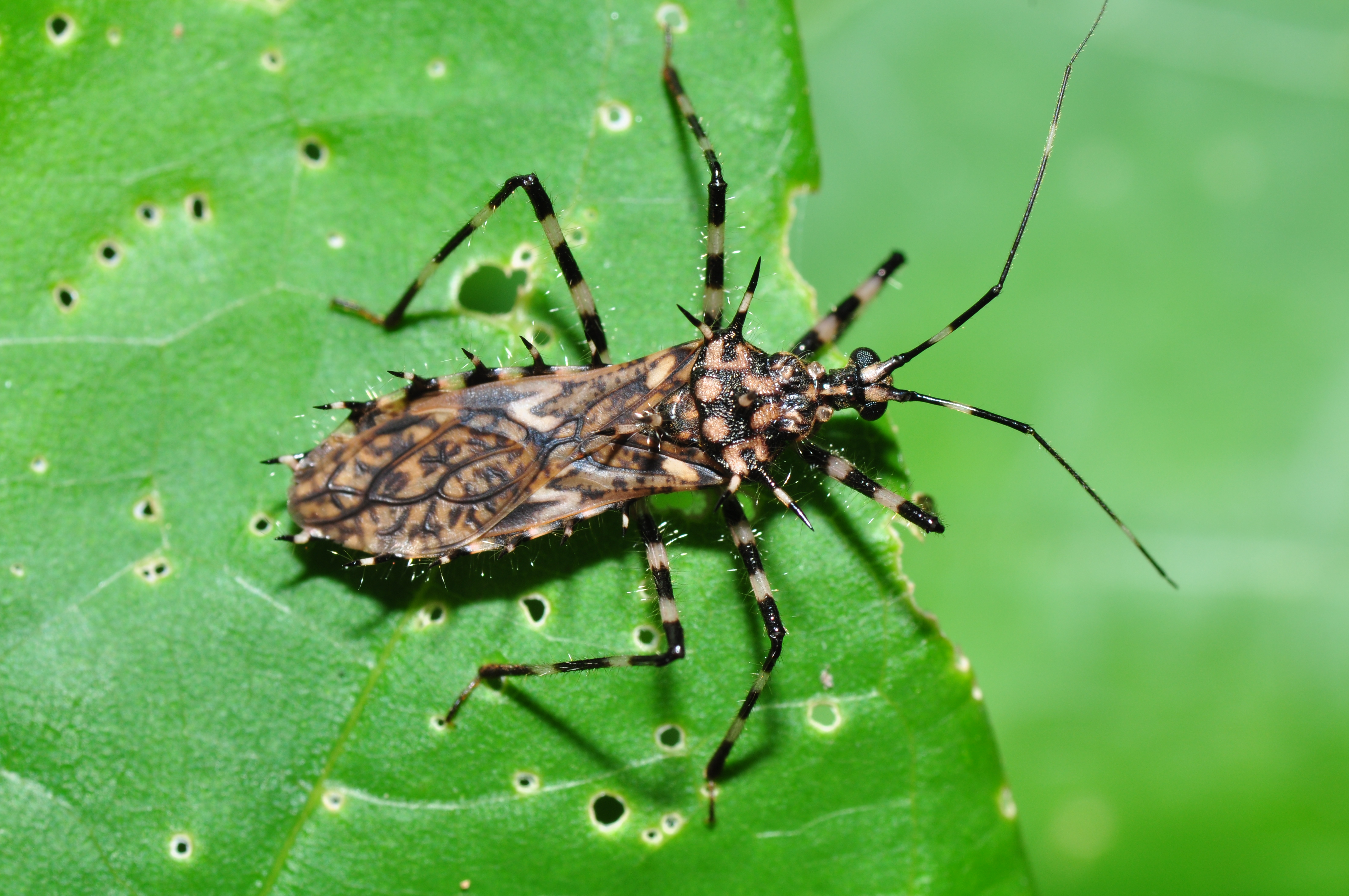
Salyavatinae: Salyavata variegata, du Costa Rica.
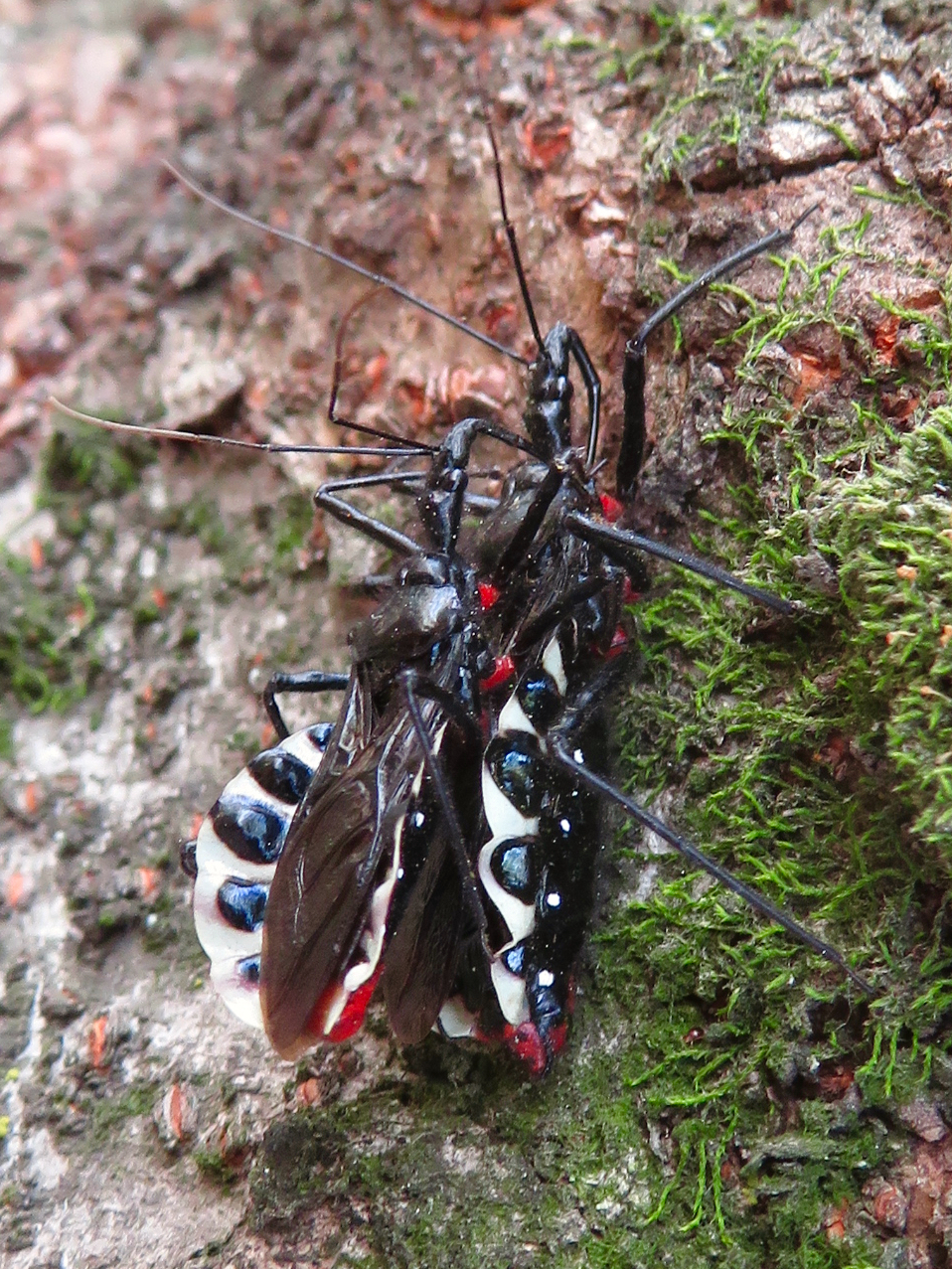
Accouplement chez Agriosphodrus dohrni, Harpactorinae 8Japon).
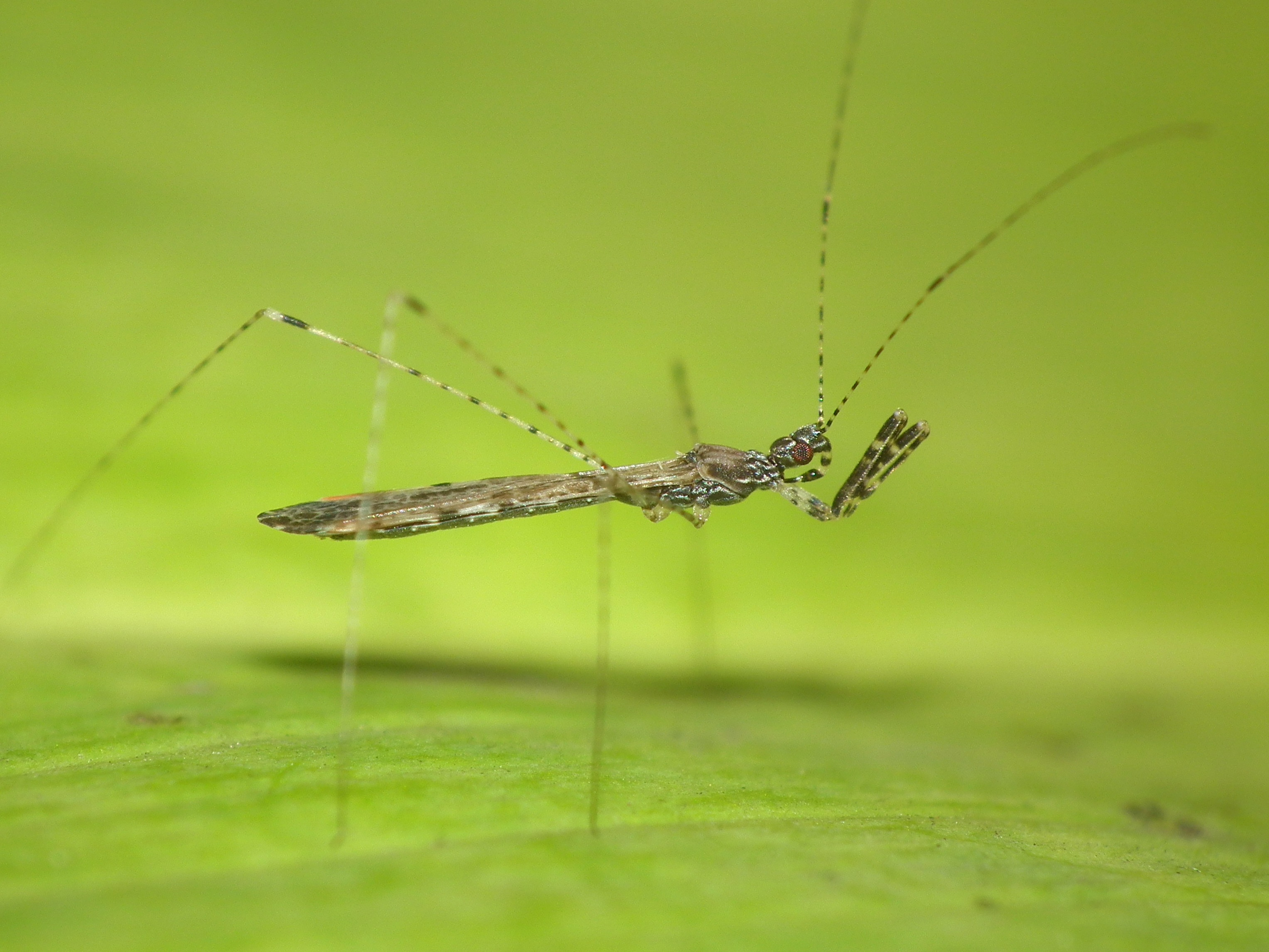
Emesinae : Empicoris rubromaculatus, du Portugal.
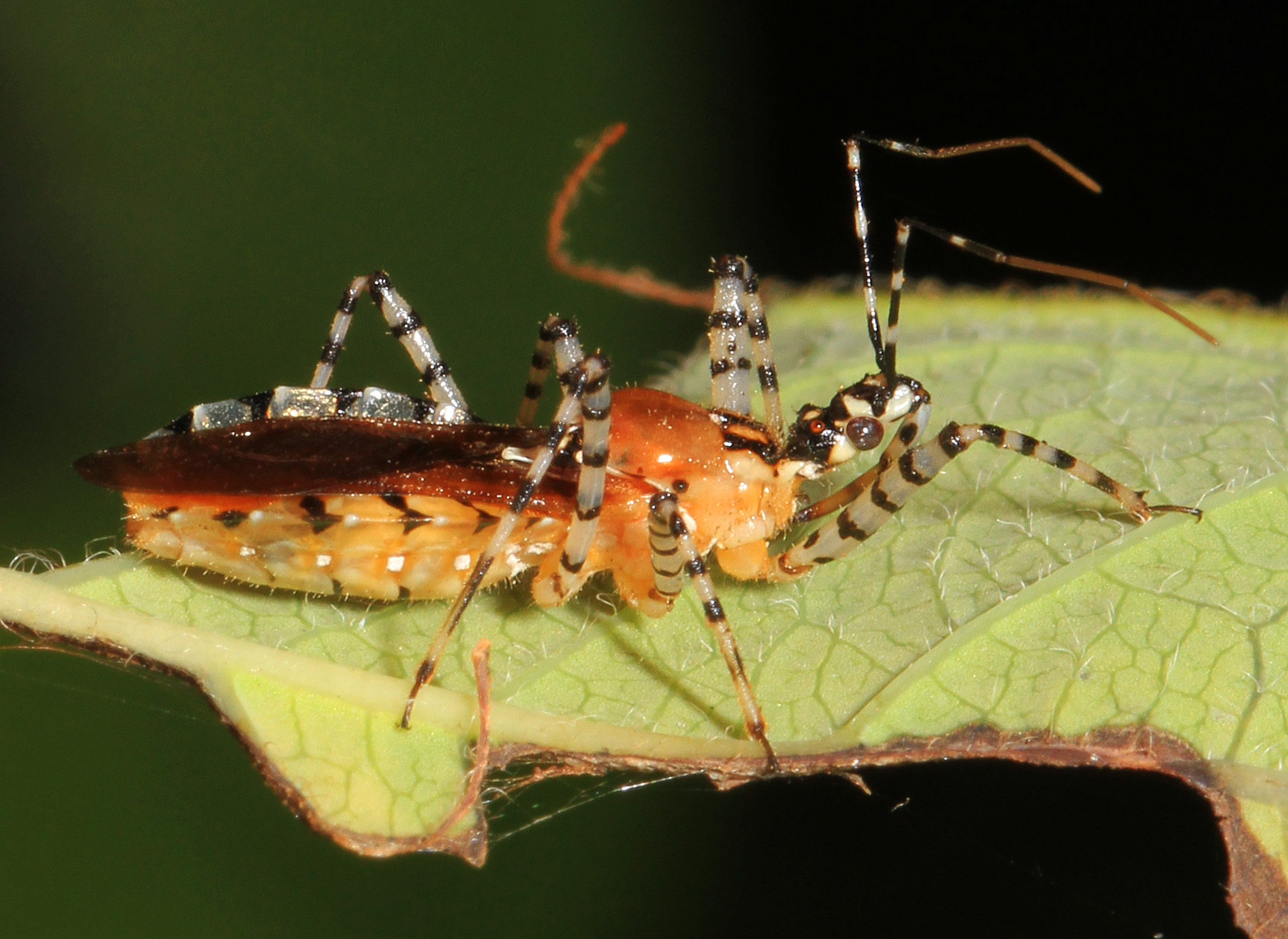
Harpactorinae : Pselliopus cinctus, Virginie (États-Unis).
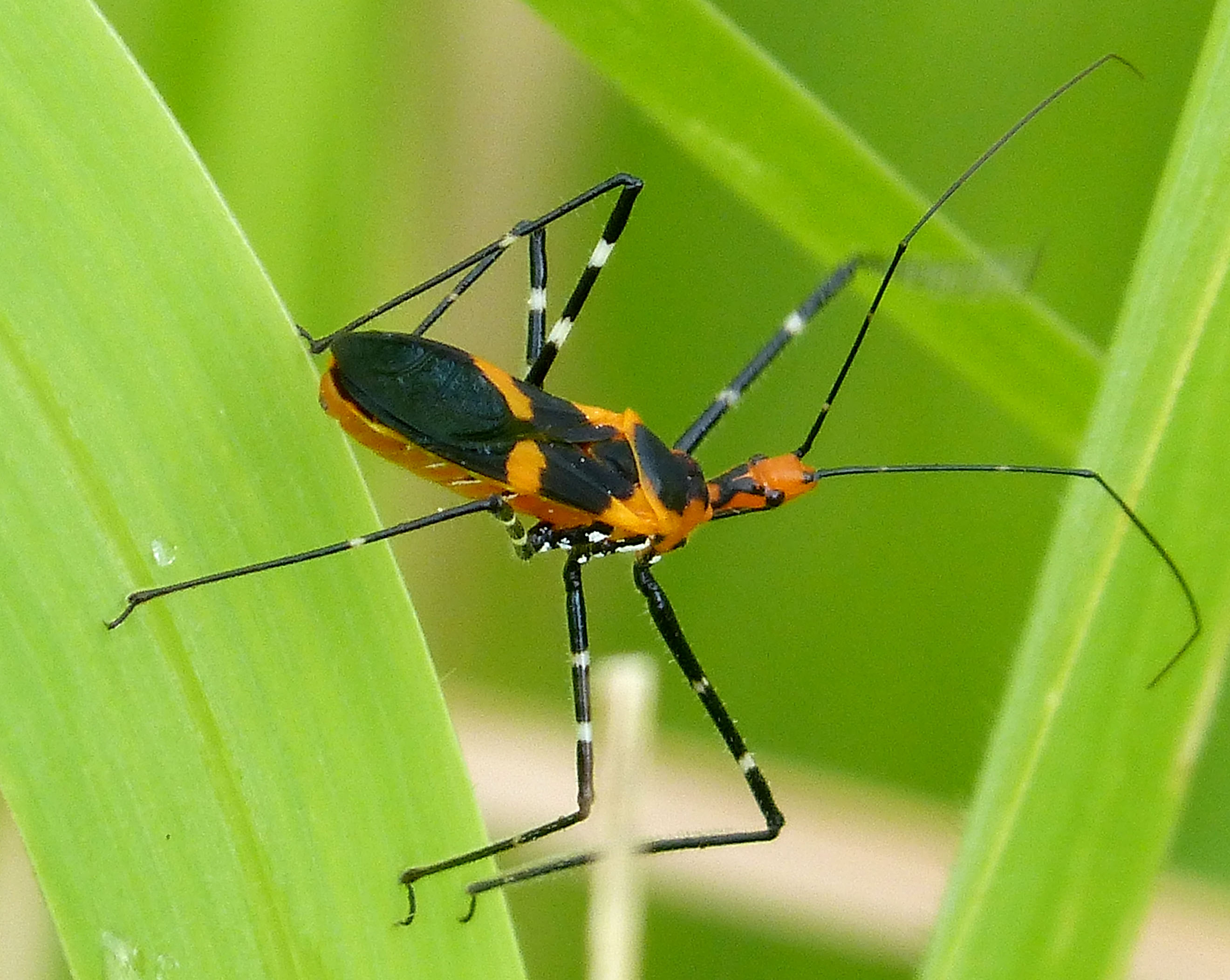
Harpactorinae : Zelus longipes (à Cuba).